# Chicochoerus
Chicochoerus був вимерлим представником гілки Hyotheriinae у групі Suidae, яка жила в міоцені в Жері, Франція. Його назвали Orliac та ін. у 2006 році.